# Piéros Sotiríou
Piéros Sotiríou (en grec moderne : Πιέρος Σωτηρίου), né le 13 janvier 1993, est un footballeur international chypriote évoluant actuellement au poste d'attaquant à l'APOEL Nicosie.

## Biographie
Piéros Sotiríou joue son premier match de Ligue des champions le 10 décembre 2014 contre l'Ajax.

Il joue pour la première fois avec Chypre le 14 novembre 2012, contre la Finlande.

| Matches internationaux de Pieros Sotiriou | Matches internationaux de Pieros Sotiriou | Matches internationaux de Pieros Sotiriou     | Matches internationaux de Pieros Sotiriou | Matches internationaux de Pieros Sotiriou | Matches internationaux de Pieros Sotiriou | Matches internationaux de Pieros Sotiriou                                    |
| Sélections                                | Date                                      | Lieu                                          | Adversaire                                | Résultat                                  | Compétition                               | Notes                                                                        |
| ----------------------------------------- | ----------------------------------------- | --------------------------------------------- | ----------------------------------------- | ----------------------------------------- | ----------------------------------------- | ---------------------------------------------------------------------------- |
| 1.                                        | 14 novembre 2012                          | Stade GSP, Nicosie, Chypre                    | Finlande                                  | 0 - 3                                     | Match amical                              | Entre en jeu à la place de Demétris Christofí à la 62e minute de jeu         |
| 2.                                        | 6 février 2013                            | Stade GSP, Nicosie, Chypre                    | Serbie                                    | 1 - 3                                     | Match amical                              | Titulaire                                                                    |
| 3.                                        | 23 mars 2013                              | Stade GSP, Nicosie, Chypre                    | Suisse                                    | 0 - 0                                     | Éliminatoires du Mondial 2014             | Entre en jeu à la place de Demétris Christofí à la 95e minute de jeu         |
| 4.                                        | 8 juin 2013                               | Stade de Genève, Genève, Suisse               | Suisse                                    | 1 - 0                                     | Éliminatoires du Mondial 2014             | Titulaire                                                                    |
| 5.                                        | 6 septembre 2013                          | Ullevaal Stadion, Oslo, Norvège               | Norvège                                   | 2 - 0                                     | Éliminatoires du Mondial 2014             | Entre en jeu à la place de Marios Nicolaou à la 52e minute de jeu            |
| 6.                                        | 10 septembre 2013                         | Stade GSP, Nicosie, Chypre                    | Slovénie                                  | 0 - 2                                     | Éliminatoires du Mondial 2014             | Titulaire                                                                    |
| 7.                                        | 11 octobre 2013                           | Laugardalsvöllur, Reykjavik, Islande          | Islande                                   | 2 - 0                                     | Éliminatoires du Mondial 2014             | Entre en jeu à la place de Nestoras Mitidis à la 75e minute de jeu           |
| 8.                                        | 15 octobre 2013                           | Stade GSP, Nicosie, Chypre                    | Albanie                                   | 0 - 0                                     | Éliminatoires du Mondial 2014             | Titulaire                                                                    |
| 9.                                        | 27 mai 2014                               | Saitama Stadium 2002, Saitama, Japon          | Japon                                     | 1 - 0                                     | Match amical                              | Entre en jeu à la place de Nestoras Mitidis à la 73e minute de jeu           |
| 10.                                       | 10 octobre 2014                           | Stade GSP, Nicosie, Chypre                    | Israël                                    | 1 - 2                                     | Éliminatoires de l'Euro 2016              | Entre en jeu à la place de Konstantínos Charalambídis à la 46e minute de jeu |
| 11.                                       | 13 octobre 2014                           | Cardiff City Stadium, Cardiff, Pays de Galles | Pays de Galles                            | 2 - 1                                     | Éliminatoires de l'Euro 2016              | Titulaire                                                                    |

## Palmarès
APOEL Nicosie
- Champion de Chypre en 2014, 2015, 2016 et 2017.
- Vainqueur de la Coupe de Chypre en 2014 et 2015.
- Vainqueur de la Supercoupe de Chypre en 2013.
- Finaliste de la Coupe de Chypre en 2017.